# Shanhe Nongchang (bondby i Kina, Heilongjiang Sheng, lat 49,26, long 125,77)
Shanhe Nongchang (kinesiska: 山河农场) är en bondby i Kina. Den ligger i provinsen Heilongjiang, i den nordöstra delen av landet, omkring 390 kilometer norr om provinshuvudstaden Harbin. Antalet invånare är 13 235. Befolkningen består av 6 419 kvinnor och 6 816 män. Barn under 15 år utgör 9,0 %, vuxna 15-64 år 81 %, och äldre över 65 år 9,0 %.
Runt Shanhe Nongchang är det ganska glesbefolkat, med 34 invånare per kvadratkilometer. Närmaste större samhälle är Keluo, 1,6 km nordväst om Shanhe Nongchang. Trakten runt Shanhe Nongchang består till största delen av jordbruksmark.
Genomsnittlig årsnederbörd är 870 millimeter. Den regnigaste månaden är juli, med i genomsnitt 225 mm nederbörd, och den torraste är februari, med 13 mm nederbörd.